# Maybach DSH
Maybach DSH (от нем. Doppel Sechs Halbe — «половинка сдвоенной „шестерки“») — немецкий автомобиль марки Maybach. Появился в 1930 году и производился параллельно с двенадцатицилиндровым Maybach DS7 Zeppelin и предлагался как «бюджетный» вариант. Автомобиль стоил от 22 000 до 29 000 рейсмарок, в то время как DS7 — от 29 000 до 36 000. Автомобиль выпускался до 1937 года, но не имел особого спроса у публики даже в качестве компромисса, так как не выдерживал конкуренции с DS7. Было сделано всего 100 автомобилей. Таким же дешёвым компромиссом являлся автомобиль Maybach W6.
Рядный шестицилиндровый двигатель автомобиля объёмом 5184 см3 и мощностью в 130 л.с. разгонял автомобиль до 135 км/ч. Максимальная мощность развивалась при 3200 оборотах в минуту. В 1938 году министр иностранных дел Германии Иоахим фон Риббентроп приехал на подписание Мюнхенского соглашения на автомобиле Maybach DSH.